# Trynno
Trynno (niem. Klein Ehrenberg) – kolonia w Polsce położona w województwie zachodniopomorskim, w powiecie choszczeńskim, w gminie Pełczyce. W latach 1975–1998 miejscowość administracyjnie należała do województwa gorzowskiego. W roku 2007 kolonia liczyła 6 mieszkańców. Kolonia wchodzi w skład sołectwa Przekolno.

## Geografia
Kolonia leży ok. 3 km na południowy wschód od Przekolna.

## Historia
Historia folwarku Trynno wiąże się z wsią Przekolno, będącą wówczas własnością rodu von Bornstädt. W 1817 r. na ich gruntach wydzielono posiadłość wraz z zabudowaniami i nadano jej nazwę Klein Ehrenberg. Kiedy w 1836 r. von Bornstädtowie sprzedawali Przekolno (Groß Ehrenberg) - Trynno pozostało przy nich pozbawione jednak praw majątku rycerskiego. W 1850 r. areał uprawny wynosił ok. 200 ha. W okresie międzywojennym majątek był własnością Otto Waltera (ok. 100 ha). Po II wojnie światowej zabudowania ulegały stopniowemu wyburzeniu.